# Коринга (Андхра-Прадеш)
Коринга (англ. Coringa) — прибрежная деревня в районе Какинада в округе Восточный Годавари в индийском штате Андхра-Прадеш. В некоторых источниках описывается как Коранги (англ. Korangi).
Согласно переписи 2011 года, население Коринги составляло 12 495 человек.

## История
Коринга была основана неким Уэсткотом (англ. Westcot), британским подданным из Инджарама, примерно в 1757 году, на некотором расстоянии от деревни Старая Коринга; сейчас эти две деревни существуют на противоположных берегах одноимённой реки.
Порт, благодаря удобному географическому положению для торговли с Бирмой, быстро рос пока, в 1789 году, мощный ураган пришедший с северо-востока не вызвал сильное наводнение, которое смыло в океан большую часть Коринги вместе с её жителями; в результате стихии погибло около 20 тысяч человек. Оставшиеся в живых жители не опустили руки и год за годом стали восстанавливать утраченное в результате стихийного бедствия. В 1840-х годах в Коринге уже жило и работало несколько сотен тысяч человек.
25 ноября 1839 года на Корингу обрушился самый сильный циклон в истории Индии и второй по смертоносности в мире, за всю историю наблюдений (уступив это печальное первенство лишь в 1970 году циклону «Бхола»). На этот раз число жертв составило около 300 тысяч, в 15 раз больше, чем за пол века до этого. Не удивительно, что большинство оставшихся в живых ушли из этого «про́клятого места», не став ничего восстанавливать, да и британские инвесторы не особо горели желанием отстраивать инфраструктуру каботажного порта в третий раз без каких-либо гарантий, что она снова не будет уничтожена.
На 2011 год население Коринги составляло менее 13 тысяч человек.